# 张林 (金朝)
张林（？—1220年），金朝益都（今山东省青州市）人。
张林是桃林寨的总领，号张大刀。兴定三年（1219年），据守险要自称安化军节度使。次年，率军万余人攻打东平府，被金军俘虏，于是归降。担任莱州兵马鈐辖。蒙古帝国大军至山东，张林归顺南宋。驻守楚州（今江苏省淮安市），隶属李全。因为李全的妻子杨妙真和弟弟李福经常反乱，他和国用安等五人杀死李福，分北军为五，由五个人分掌。十月，张林被国用安杀死。